# Station Mrągowo
Station Mrągowo is een spoorwegstation in de Poolse plaats Mrągowo (Duits: Sensburg) aan de lijn van Czerwonka naar Ełk. Tot 1945 was er ook een spoorverbinding met Rudczanny (Niedersee). Sinds 2010 is het station gesloten. Vanaf 2017 is er sporadisch goederenvervoer tussen Czerwonka en Mrągowo. De lijn richting Ełk is gesloten.
Tussen 1898 en 1966 was er ook een smalspoorlijn in bedrijf vanaf het smalspoorstation van Mrągowo naar Kętrzyn (Rastenburg).